# Угловка
Угловка (рус. Угловка) насељено је место са административним статусом варошице (рус. посёлок городского типа) на северозападу европског дела Руске Федерације. Налази се у централном делу Новгородске области и административно припада Окуловском рејону.
Према проценама националне статистичке службе за 2014. у вароши је живело 2.717 становника.

## Географија
Варошица се налази на подручју Валдајског побрђа, на око 22 километра југоисточно од рејонског центра Окуловке и на око 132 километра југоисточно од административног центра области Великог Новгорода.
Важна је железничка станица на линији Санкт Петербург—Бологоје—Твер—Москва.

## Историја
Иако се у писаним изворима насеље по први пут помиње још 1495. године детаљнијих података о њему готово да нема све до XVIII века. Током XIX века Угловка постаје позната по својим кречанама, којих је 1892. било пет. У истом том периоду насеље је железницом повезано са Боровичима.
Након оснивања Угловског рејона 1927. Угловка постаје рејонским центром. Иако је Угловски рејон расформиран 1932, Угловка је 1938. административно уређена као радничка варошица.
Дана 27. новембра 2009. недалеко од Угловке дошло до је до терористичког напада на воз „Невски експрес“ који је саобраћао од Москве ка Санкт Петербургу. У нападу је погинуло 28 путника, док је више од њих 130 повређено. Одговорност за напад је преузео лидер терористичке организације Кавкаски емират Доку Умаров.

## Демографија
Према подацима са пописа становништва 2010. у граду је живело 3.064 становника, док је према проценама националне статистичке службе за 2014. варошица имала 2.717 становника.
| 1897. | 1939. | 1959. | 1970. | 1979. | 1989. | 2002. | 2010. | 2014. |
| ----- | ----- | ----- | ----- | ----- | ----- | ----- | ----- | ----- |
| 687   | 5,114 | 5,127 | 4,865 | 4,346 | 4,041 | 3,553 | 3,064 | 2,717 |